# Justin Robinson
Justin Robinson (ur. 12 października 1997 w Manassas) – amerykański koszykarz, występujący na pozycji rozgrywającego.
W 2015 został wybrany najlepszym zawodnikiem szkół średnich stanu Maryland (Maryland Gatorade Player of the Year). Został też zaliczony do I składu Parade All-American.
W 2019 reprezentował Washington Wizards podczas rozgrywek letniej ligi NBA.
5 stycznia 2020 został zwolniony przez Washington Wizards.
5 kwietnia 2021 zawarł 10-dniową umowę z Oklahoma City Thunder. Dziesięć dni później podpisał kolejny identyczny kontrakt z klubem. Po jego wygaśnięciu opuścił klub. 14 września 2021 zawarł umowę z Milwaukee Bucks na występy zarówno w NBA, jak i zespole G-League – Wisconsin Herd. 30 listopada 2021 został zwolniony. 17 grudnia 2021 dołączył do Sacramento Kings, podpisując 10-dniową umowę. 28 grudnia 2021 zawarł 10-dniowy kontrakt z Detroit Pistons. Po jego wygaśnięciu opuścił klub.

## Osiągnięcia
Stan na 9 stycznia 2022, na podstawie, o ile nie zaznaczono inaczej.
NCAA
- Uczestnik:
  - rozgrywek Sweet Sixteen turnieju NCAA (2019)
  - turnieju NCAA (2017–2019)
- Zaliczony do:
  - I składu turnieju Charleston Classic (2019)
  - II składu ACC (2018)
  - składu ACC Academic Honor Roll (2019)
- Zawodnik tygodnia ACC (28.01.2019)